# Dzika noc
Dzika noc (ang. Violent Night) – amerykańska komedia sensacyjna z 2022 roku w reżyserii Tommy’rgo Wirkola.

## Obsada
- David Harbour jako Święty Mikołaj
- John Leguizamo jako Scrooge
- Alex Hassell jako Jason Lightstone
- Edi Patterson jako Alva Steele-Lightstone
- Alexis Louder jako Linda Matthews
- Cam Gigandet jako Morgan Steele
- Leah Brady jako Trudy Lightstone
- Beverly D’Angelo jako Gertrude Lightstone
- Alexander Elliot jako Bert
- André Eriksen jako Gingerbread
- Mitra Suri jako Candy Cane
- Brendan Fletcher jako Krampus
- Stephanie Sy jako Sugarplum
- Mike Dopud jako Thorp

## Fabuła
Jason wraz z żoną Lindą, z którą jest w separacji, zabierają córkę Trudy do rezydencji jego matki, Gertrude, na wigilię. Poza nimi na spotkaniu jest również jego siostra Alva, jej chłopak Morgan oraz jej syn Bert. Jednak ciągłe spory psują nastrój w rodzinie, a Trudy jest dodatkowo przygnębiona sytuacją rodziców i marzy o tym, by znów byli razem.
Gdy do posiadłości przybywa Święty Mikołaj, w tym samym momencie grupa najemników dowodzona przez Scrooge'a, napada na dom i bierze rodzinę jako zakładników. Chcą ukraść trzysta milionów dolarów ukrytych w skarbcu posiadłości. 
Tymczasem Święty Mikołaj przypadkowo wchodzi w konflikt z napastnikami i zabija dwóch z nich. Ponieważ jego renifery odleciały spłoszone wystrzałami, a on sam stał się celem bandytów postanawia zostać i uratować rodzinę.

## Produkcja
Film jest oparty na pomyśle scenarzystów Pata Casey'ego i Josha Millera z lat 90. Oboje uczęszczali wówczas do szkoły średniej i pisali scenariusze do lokalnych audycji telewizyjnych. Jeden z nich, pierwotnie zatytułowany Die Hard Santa, dotyczył zabawnego, ale niezgrabnego Świętego Mikołaja, który niczym bohater ze Szklanej pułapki staje naprzeciwko grupy przestępców. Sukces filmu Sonic. Szybki jak błyskawica, którego byli scenarzystami sprawił, że ich pomysłem zainteresowali się producenci ze studia 87North Productions David Leitch oraz Kelly McCormick.
W marcu 2020 roku wytwórnia Universal Pictures ogłosiła, że nabyła prawa do dystrybucji filmu Violent Night autorstwa Pat Casey i Josha Millera, a studio 87North Productions zajmie się jego produkcją. W listopadzie 2021 roku norweski filmowiec Tommy Wirkola został wybrany do reżyserii filmu, a główną rolę powierzono Davidowi Harbour’owi. Twórcy odpowiedzialni za produkcję opisali film jako mieszankę Szklanej pułapki, Cudu na 34. ulicy i Johna Wicka.
W lutym 2022 roku do obsady dołączyli: John Leguizamo jako szef najemników Scrooge, Beverly D'Angelo jako Gertrude Lightstone, Alex Hassell jako jej syn Jason i Alexis Louder jako jego żona Linda.
W grudniu 2021 roku w ramach przygotowań do zdjęć David Harbour przybrał na wadze i  rozpoczął trenowanie walk. Główne zdjęcia trwały od stycznia do marca 2022 roku w Winnipeg w Manitobie. Reżyser Tommy Wirkola opisał kilkutygodniowe zdjęcia w zimowej aurze jako „ekstremalne”, gdyż czasami kręcono je temperaturach dochodzących do -25 °C. 
Światowa premiera filmu odbyła się 7 października 2022 roku na New York Comic Con. 

## Odbiór
W serwisie Rotten Tomatoes film otrzymał 73% z 208 recenzji, a średnia ocen wystawionych na ich podstawie wyniosła 6,5 na 10. Natomiast na portalu Metacritic średnia ocen z 37 recenzji wyniosła 55 punktów na 100. Krytycy chwalili dynamiczne sceny akcji i humorystyczne podejście do klasycznego bohatera świątecznego, choć część uznała, że film jest zbyt krótki i powtarza schematy innych filmów akcji.
Krytycy z Filmwebu przyznali filmowi ocenę 5,9 na 10. Chwalili zabawny i nieprzewidywalny scenariusz, a także występ Davida Harboura jako Świętego Mikołaja. Jednak niektórzy uznali, że fabuła jest trochę przerysowana i brakuje jej głębszej treści.
The Guardian wystawił filmowi mieszaną recenzję. Doceniono występ Davida Harboura jako zadziornego i nietypowego Świętego Mikołaja, ale podkreślono, że nadmierna przemoc i chaotyczna fabuła czasami przyćmiewają potencjał na świąteczny nastrój filmu. W recenzji doceniono także jego unikalne podejście do gatunku filmu świątecznego, ale z zastrzeżeniem, że może to nie przypaść wszystkim do gustu.

## Kontynuacje
W czerwcu 2025 roku potwierdzono, że powstanie druga część filmu, której premiera odbędzie się 4 grudnia 2026 roku.